# کشتی در المپیک تابستانی ۱۸۹۶
کشتی در بازی‌های المپیک تابستانی ۱۸۹۶ نام رویداد ورزش کشتی در بازی‌های المپیک تابستانی بود که در سال ۱۸۹۶ برگزار شد.

## نتایج
| رویداد     | طلا             | نقره                  | برنز                       |
| کشتی فرنگی | کارل شومن (GER) | گئورگیوس تسیتاس (GRE) | استفانوس خریستوپولوس (GRE) |

## جدول مدال‌ها
| رتبه | کشور  | طلا | نقره | برنز | مجموع |
| ۱    | آلمان | ۱   | ۰    | ۰    | ۱     |
| ۲    | یونان | ۰   | ۱    | ۱    | ۲     |